# 湖北当归
湖北当归（学名：Angelica cincta）为伞形科当归属的植物。分布于中国大陆的湖北等地，属中国原产的植物（非从国外引种）。